# 马图卡斯特利亚努
马图卡斯特利亚努是巴西南大河州的一个市镇。总面积238.364平方公里，总人口2608人，人口密度10.9人/平方公里。